# Pierre Boussaguet
Pierre Boussaguet est un contrebassiste et compositeur de jazz français né en 1962 à Albi. Il a joué de très nombreuses fois au festival Jazz in Marciac et avec les plus grands, notamment dans le quartet de Guy Lafitte, mais aussi avec Ray Brown. Il accompagne la chanteuse et pianiste Sarah McKenzie depuis 2015.

## Jeunesse
Fils d'André Boussaguet, patron d'un atelier de confection et ancien résistant tarnais, Pierre Boussaguet n'était pas prédestiné à la musique. Il a commencé à 9 ans en apprenant l'accordéon, fondant son propre groupe à 13 ans.
Sa vocation pour la contrebasse est née lors d'un concert au théâtre municipal d'Albi, où il l'avoue lui-même, il s'était rendu à contrecœur : « Je devais être en 4e ou en 3e. Je n'en n'avais jamais écouté mais j'avais décidé d'emblée que le jazz ne m'intéressait pas. J'ai découvert ce soir-là le trio du pianiste Ray Bryant et ce fut le choc. C'est ainsi qu'au lieu de rester musicien de bal et de faire carrière comme employé de banque, je suis devenu bassiste de jazz. »

## De Guy Lafitte à Ray Brown
Monté à Paris le 7 février 1985, Pierre Boussaguet a intégré le quartet et le big band de Gérard Badini. L'année d'après, il rencontrait Guy Lafitte, puis le légendaire Ray Brown, son idole, avec qui il a créé Two bass hits. Les deux musiciens ont enregistré ensemble deux albums.
Le 23 avril 2007 à Paris, au Grand Rex, il joue aux côtés du compositeur de musique de films Lalo Schifrin, avec André Ceccarelli à la batterie et plus de 80 musiciens. Ils forment une rythmique très proche des enregistrements originaux.
Avec toujours à cœur de réhabiliter « cette grande dame, la contrebasse, instrument perçu mais pas écouté », Pierre Boussaguet lui a consacré en 2010 un album solo, Pour ou contrebasse.
Le 11 décembre 2011, Pierre Boussaguet à la tête d'un quartet a fait son retour à l'occasion d'un concert sous les voûtes du théâtre à l'italienne d'Albi,, sur le lieu même où il a eu trois décennies plus tôt la révélation du jazz.

## Méthode de contrebasse
Pierre Boussaguet est l'auteur d'une méthode pour apprendre la contrebasse, le BBB (Boussaguet bass book) et d'un cahier d'exercices journaliers pour la contrebasse « Bass Fundamentals ».

## Discographie  partielle
- Two Bass Hits (Deux albums, 1988 & 1989), avec Ray Brown
- The things we did last summer (1990) avec Guy Lafitte Black and Blue 59.1922
- New Two Bass Hits (1991) avec Ray Brown CAPRI#74034-2
- Pierre Boussaguet 5tet (Tom Harrell, Stéphane Belmondo, Jacky Terrasson, Jean-Pierre Arnaud) Jazz aux Remparts JAR 64002 (1991)
- Charme (1998), avec Guy Lafitte.
- Crossings (1999), avec Guy Lafitte.
- Pour ou contrebasse (2010)
- Pierre Boussaguet Septet, Le Semeur (Stéphane Guillaume, André Villéger, Nicolas Dary, Luigi Grasso, Vincent Bourgeix, François Laizeau) Jazz aux Remparts JAR 64023 (2014).